# Heteferés I
Heteferés I ou Hetep-heres I foi uma rainha do Antigo Egito da IV Dinastia, esposa do faraó Seneferu (2613 - 2589 a. C.) e mãe do faraó Quéops (2589 - 2566 a. C.), o construtor da grande pirâmide de Guiza.
Segundo alguns especialistas seria filha do último rei da III dinastia, Hórus Huni.
Da sua vida directamente pouco se sabe, embora haja referências à sua pessoa por intermédio dos registos sobre os reinados do marido Seneferu e do filho Quéops.
No entanto o seu túmulo é conhecido, sendo uma das pirâmides satélites da grande pirâmide do seu filho Quéops em Guiza, tendo-se descoberto, por intermédio do egiptólogo George Reisner, na sua pirâmide satélite, vestígios do seu mobiliário funerário (destacando-se uma larga cadeira de madeira e folha de ouro, uma cama com encosto de cabeça e uma liteira), descobrindo-se também ao receptáculo contendo os seus vasos canópicos (onde eram depositados os órgãos removidos do corpo aquando da mumificação: o fígado, o estômago, os intestinos e os pulmões).